# Jailer, bring me water
Jailer, bring me water is een single van de Amerikaanse zanger Trini Lopez.

## Tracklist

### 7" Single
Reprise 10 626 AT (1963)
1. "Jailer, bring me water"
2. "You can't say good-bye"

### Hitnotering
| Titel                      | Titel                 | Titel    | Titel | Titel |
| Hitlijst                   | Datum van binnenkomst | Week:    | 1     |       |
| -------------------------- | --------------------- | -------- | ----- | ----- |
| Tijd Voor Teenagers Top 10 | 16-5-1964             | Positie: | 10    | uit   |